# NGC 6260
NGC 6260 est une galaxie spirale située dans la constellation du Dragon. Sa vitesse par rapport au fond diffus cosmologique est de 6 538 ± 4 km/s, ce qui correspond à une distance de Hubble de 96,4 ± 6,8 Mpc (∼314 millions d'al). NGC 6260 a été découverte par l'astronome américain Lewis Swift en 1886.